# Campionati europei di ciclismo su strada 1997
I Campionati europei di ciclismo su strada 1997 si disputarono a Villach, in Austria, dal 4 al 6 settembre 1997.

## Medagliere
| Pos.   | Nazione  | Oro | Argento | Bronzo | Totale |
| ------ | -------- | --- | ------- | ------ | ------ |
| 1      | Francia  | 2   | 0       | 0      | 2      |
| 2      | Italia   | 1   | 1       | 1      | 3      |
| 3      | Lituania | 1   | 0       | 0      | 1      |
| 4      | Spagna   | 0   | 1       | 1      | 2      |
| 5      | Svizzera | 0   | 1       | 0      | 1      |
| 5      | Ucraina  | 0   | 1       | 0      | 1      |
| 7      | Austria  | 0   | 0       | 1      | 1      |
| 7      | Svezia   | 0   | 0       | 1      | 1      |
| Totale | Totale   | 4   | 4       | 4      | 12     |

## Sommario degli eventi
| Eventi                 | Oro                               | Tempo | Argento                   | Tempo | Bronzo                     | Tempo |
| Uomini Under-23        |                                   |       |                           |       |                            |       |
| Gara in linea dettagli | Salvatore Commesso Italia         | ?     | Sven Montgomery Svizzera  | ?     | Gerrit Glomser Austria     | ?     |
| Cronometro dettagli    | Guillaume Auger Francia           | ?     | Fabio Malberti Italia     | ?     | Maurizio Caravaggio Italia | ?     |
| Donne Under-23         |                                   |       |                           |       |                            |       |
| Gara in linea dettagli | Élisabeth Chevanne Brunel Francia | ?     | Tetjana Stjažkina Ucraina | ?     | Izaskun Bengoa Spagna      | ?     |
| Cronometro dettagli    | Diana Žiliūtė Lituania            | ?     | Izaskun Bengoa Spagna     | ?     | Jenny Algelid Svezia       | ?     |